# Orbita citerostazionaria
A livello del tutto teorico si potrebbe definire orbita citerostazionaria un'orbita sincrona circolare, equatoriale e prograda attorno a Venere, potenzialmente utilizzabile da satelliti artificiali che necessitassero di trovarsi in ogni istante sempre al di sopra del medesimo punto della superficie del pianeta. I satelliti in orbita citerostazionaria, come tutti quelli in orbita citerosincrona, sarebbero caratterizzati da un periodo orbitale pari al giorno siderale venusiano.

## Parametri orbitali
Stanti gli attuali parametri orbitali di Venere, un'orbita citerostazionaria è impossibile da realizzare. Il suo raggio teorico sarebbe infatti dato dalla formula
{\displaystyle r_{citeros.}={\sqrt[{3}]{\frac {GMT_{rot}^{2}}{4\pi ^{2}}}}=1\,536\,310\,km.}
Il valore è reso particolarmente elevato dall'altissimo periodo di rotazione del pianeta su sé stesso. Ad una simile distanza, tuttavia, il moto del potenziale satellite verrebbe irrimediabilmente perturbato dall'attrazione gravitazionale del Sole, il che rende impossibile orbitare attorno a Venere ad una distanza maggiore del suo raggio di Hill. Questo valore è dato da
{\displaystyle r_{Hill}=a{\sqrt[{3}]{\frac {m_{V}}{3M_{S}}}}=1\,011\,119\,km.}
Come si vede, l'eventuale orbita citerosincrona si troverebbe ben al di là della sfera d'influenza gravitazionale venusiana.